# Gianfranco Baldanello
Gianfranco Baldanello, né le 13 novembre 1928 à Merano, est un réalisateur, assistant-réalisateur et scénariste italien. Il a parfois utilisé le pseudonyme Frank G. Carroll.

## Biographie
Gianfranco Baldanello est le fils de l'acteur Emilio Baldanello et de l'actrice Vanda Vianello (aussi appelée Vanda Baldanello).
Il commence sa carrière en tant qu'assistant réalisateur au début des années 1950 avec des films du genre historique et mythologique. Il réalise son premier film en 1965 avec Trente Fusils pour un tueur (30 Winchester per El Diablo), un western pour lequel il a également écrit le scénario. Il enchaîne l'année suivante avec Tuez Johnny Ringo.
En 1975, il réalise son premier film érotique avec Quella provincia maliziosa.
Sa carrière prend fin en 1978 avec la sortie de SOS danger uranium, film d'espionnage sur lequel il a travaillé comme assistant-réalisateur.
Presque toutes ses réalisations ont été faites sous le nom de Frank G. Carroll.

## Filmographie

### Assistant-réalisateur
- 1952 : La Femme qui inventa l'amour (La donna che inventò l'amore) de Ferruccio Cerio
- 1952 : Delitto al luna park de Renato Polselli
- 1953 : Il prezzo dell'onore de Ferdinando Baldi
- 1953 : Jeunesse dépravée (Gioventù alla sbarra) de Ferruccio Cerio
- 1953 : Le Sac de Rome (Il sacco di Roma) de Ferruccio Cerio
- 1954 : Acque amare de Sergio Corbucci
- 1954 : Tripoli, bel suol d'amore de Ferruccio Cerio
- 1954 : Assi alla ribalta de Ferdinando Baldi et Giorgio Cristallini
- 1955 : Étoile de Rio (Stern von Rio) de Kurt Neumann
- 1955 : Accadde tra le sbarre de Giorgio Cristallini
- 1955 : Lacrime di sposa de Sante Chimirri
- 1958 : Il bacio del sole (Don Vesuvio) de Siro Marcellini
- 1959 : Due selvaggi a corte de Ferdinando Baldi
- 1959 : La Vengeance du Sarrasin (La scimitarra del saraceno) de Piero Pierotti
- 1960 : David et Goliath (David e Golia) de Ferdinando Baldi et Richard Pottier
- 1960 : Le Retour de Robin des Bois (Il cavaliere dai cento volti) de Pino Mercanti
- 1960 : Cavalcata selvaggia de Piero Pierotti
- 1961 : La Révolte des mercenaires (La rivolta dei mercenari) de Piero Costa
- 1961 : Capitani di ventura de Angelo Dorigo
- 1961 : Drakut il vendicatore de Luigi Capuano
- 1961 : La Vengeance d'Ursus (La vendetta di Ursus) de Luigi Capuano
- 1961 : La Fille des Tartares (Ursus e la ragazza tartara) de Remigio Del Grosso
- 1962 : Le Monstre aux yeux verts (I pianeti contro di noi) de Romano Ferrara
- 1962 : Maciste contre les monstres (Maciste contro i mostri) de Guido Malatesta
- 1962 : Zorro l'intrépide (Zorro alla corte di Spagna) de Luigi Capuano
- 1962 : Le Tigre des mers (La tigre dei sette mari) de Luigi Capuano
- 1963 : Tarzan chez les coupeurs de têtes (Maciste contro i cacciatori di teste) de Guido Malatesta
- 1963 : Il duca nero de Pino Mercanti
- 1963 : Zorro et les Trois Mousquetaires (Zorro e i tre moschettieri) de Luigi Capuano
- 1963 : Le Lion de Saint-Marc (Il leone di San Marco) de Luigi Capuano
- 1964 : Le Léopard de la jungle noire  (Sandokan contro il leopardo di Sarawak) de Luigi Capuano
- 1964 : La Vengeance des gladiateurs (La vendetta dei gladiatori) de Luigi Capuano
- 1965 : Buffalo Bill, le héros du Far-West (Buffalo Bill, l'eroe del far west) de Mario Costa
- 1965 : Rome en flammes (L'incendio di Roma) de Guido Malatesta
- 1965 : Pour une poignée d'or (Per una manciata d'oro) de Carlo Veo
- 1965 : Le Trésor de l'Atlas (I predoni del Sahara) de Guido Malatesta
- 1966 : El rojo de Leopoldo Savona
- 1978 : SOS danger uranium (Agenten kennen keine Tränen) de Menahem Golan

### Réalisateur
- 1965 : Trente Fusils pour un tueur (30 Winchester per El Diablo)
- 1966 : Tuez Johnny Ringo (Uccidete Johnny Ringo)
- 1967 : Le Rayon infernal (Il raggio infernale)
- 1967 : Non mi dire mai goodbye (it)
- 1968 : Ringo ne devait pas mourir (I lunghi giorni dell'odio)
- 1968 : À genoux, Django (Black Jack)
- 1969 : Les Cousines (Yellow: le cugine)
- 1973 : Un colt dans la main du diable (Una colt in mano al diavolo)
- 1973 : Les Aventures amoureuses de Scaramouche (Da Scaramouche or se vuoi l'assoluzione baciar devi sto... cordone!)
- 1973 : Le Fils de Zorro (Il figlio di Zorro)
- 1974 : Dieci bianchi uccisi da un piccolo indiano
- 1975 : Il richiamo del lupo
- 1975 : Quella provincia maliziosa (it)
- 1975 : L'ingenua
- 1976 : Aïe... toubib ne coupez pas (it) (Che dottoressa ragazzi!)
- 1978 : SOS danger uranium (A chi tocca, tocca...!)
- 1978 : Incontri molto ravvicinati... del quarto tipo (it)

### Scénariste
- 1965 : Trente Fusils pour un tueur (30 Winchester per El Diablo)
- 1967 : Non mi dire mai goodbye (it)
- 1968 : À genoux, Django (Black Jack)
- 1968 : Ringo ne devait pas mourir (I lunghi giorni dell'odio)
- 1973 : Un colt dans la main du diable (Una colt in mano al diavolo)
- 1974 : La casa della paura de William Rose
- 1974 : Dieci bianchi uccisi da un piccolo indiano